# Nat Peck
Nat Peck (13. ledna 1925 – 24. října 2015) byl americký jazzový pozounista. V první polovině čtyřicátých let hrál s Glennem Millerem a následně s Donem Redmanem. V roce 1947 se usadil ve Francii a docházel na Pařížskou konzervatoř. Roku 1951 se vrátil do USA a v šedesátých letech odjel opět do Francie. Od roku 1965 žil v Londýně. Během své kariéry spolupracoval s mnoha dalšími hudebníky, mezi které patří například Coleman Hawkins, Roy Eldridge, Dizzy Gillespie a Kenny Clarke. V devadesátých letech přestal být aktivním hudebníkem, ale nadále byl aktivní v hudebním průmyslu jako promotér. Zemřel roku 2015 ve věku devadesáti let.